# Zatoka Turkmeńska
Zatoka Turkmeńska (turkm.: Türkmen aýlagy) – zatoka we wschodniej części Morza Kaspijskiego, u wybrzeży Turkmenistanu. Od zachodu jest ograniczona wyspą Ogurjaly a od północy półwyspem Çeleken, przy którym znajduje się mniejsza zatoka Gonorta Çeleken (Czeleken Południowy). Brzegi porozcinane są wieloma niewielkimi zatoczkami i pokryte są sołonczakami. Nad zatoką leży miejscowość Garaköl.